# Chung Jae-hun
Chung Jae-hun (in coreano: 정재헌; 1º giugno 1974) è un arciere sudcoreano.

## Palmarès

### Olimpiadi
- 1 medaglia:
  - 1 argento (Barcellona 1992 nell'individuale)

### Mondiali
- 4 medaglie:
  - 3 ori (Cracovia 1991 a squadre; Madrid 2005 nell'individuale; Madrid 2005 a squadre)
  - 1 Bronzo (Cracovia 1991 nell'individuale)

### Mondiali indoor
- 3 medaglie:
  - 2 ori (Istanbul 1997 nel'individuale; Istanbul 1997 a squadre)
  - 1 bronzo (L'Avana 1999 nell'individuale)